# Emma Kellner
Emma Kellner (* 13. April 1953 in Bayerbach) ist eine deutsche Politikerin (Bündnis 90/Die Grünen).

## Leben
Emma Kellner machte die mittlere Reife und besuchte die Fachschule. Sie war danach im Kinderkrankenhaus Landshut und beim Basisgesundheitsdienst in Burkina Faso tätig.
1982 wurde Kellner Mitglied der Grünen. Sie war von 1984 bis 1999 Stadträtin in Landshut und von 1990 bis 2003 Mitglied des Bayerischen Landtags.